# 5972 Harryatkinson
5972 Harryatkinson (1991 PS12) là một tiểu hành tinh vành đai chính được phát hiện ngày 5 tháng 8 năm 1991 bởi H. E. Holt ở Palomar.